# Mjölkmurkla
Mjölkmurkla (Helvella lactea) är en svampart som tillhör divisionen sporsäckssvampar, ordningen skålsvampar, familjen Helvellaceae och släktet hattmurklor (Helvella), och som beskrevs av Émile Boudier 1904. Taxonet Helvella lactea ses i traditionell, bred mening som förekommande i Sverige (Uppland), Danmark, Mellaneuropa och Nordamerika, men det finns nyare studier som menar att det artkonceptet egentligen innefattar två arter och ur det urskiljer Helvella pallescens som den andra arten, resulterande i ett smalare artkoncept för Helvella lactea.
Mjölkmurkla är liten och vitblek till färgen. Foten är räfflad, cirka 4-6 cm hög och 0,5–1,5 cm bred. Mössan är oregelbunden eller sadelformad, cirka 0,6–2 cm bred och 2–3 cm hög. Utsida av mössan är vit och kal. Förväxlingsrisk finns med vit hattmurkla (H. crispa), då en mjölkmurkla kan likna ett mindre exemplar av den arten. En hjälpande skillnad kan vara att mössan hos vit hattmurka har en mer gulbrun och luden utsida, medan mjölkmurklans som omnämnts är vit och kal. Förväxlingsrisk finns också med bleka exemplar av svart hattmurkla (Helvella lacunosa), där en hjälpande skillnad kan vara att svart hattmurkla inte har lika vit fot.
Artens livsmiljö är skogslandskap (lövskog och ädellövskog) och jordbrukslandskap och även urbana grönmiljöer som parker med gräsmattor och träd, där den har hittats i glest gräs eller jord i skuggiga lägen, som under buskar och lövträd, som hassel och ek.
Enligt den svenska rödlistan är mjölkmurkla sårbar i Sverige.